# Козлов, Владиллен Александрович
Владилле́н Алекса́ндрович Козло́в (род. 27 октября 1934, с. Мошок, Судогодский район, Ивановская Промышленная область, СССР) — советский и казахстанский учёный, доктор технических наук (1990), профессор (1991). Лауреат Гос. премий СССР (1988) и Казахстана (2001).

## Биография
Окончил Московский химико-технологический институт (1958). В 1958—1970 годах мастер, начальник отдела, технолог цеха, инженер-исследователь, руководитель лаборатории на Ульбинском металлургическом заводе, в 1971—2001 годах старший научный сотрудник, заведующий лабораторией Института металлургии и обогащения. С 2001 года руководитель лаборатории «Научный центр по комплексному использованию сырья в Казахстане».

## Научная деятельность
Основные труды посвящены получению ванадия из титаномагнетитов с использованием марганца. Под его руководством разработана ванадий-марганцевая сорбционная технология, схема переработки конвертерных шлаков. Разработал и внедрил в производство ванадия экстракционную технологию (Государственная премия СССР, 1988) и усовершенствовал технологию производства титана в Казахстане (Государственная премия Казахстана, 2001).
Некоторые работы:
- Проблемы комплексной переработки высокосвязких нефтей и нефтяных остатков (соавт.), А, 1991;
- Физико-химические переработки ванадийсодержащих концентратов с добавками пиролюзита, Екатеринбург, 1994 (соавт.);
- Место атомной энергетики в энергетике третьего тысячелетия. А., 2000 (соавт.).

Некоторые патенты:
- Способ комплексной переработки полиметаллического алюмосиликатного сырья
- Способ переработки марганецсодержащего сырья
- Способ комплексной переработки отходов хризотил-асбестового производства
- Способ рудоподготовки сульфидно-окисленных медных алюмосиликатных руд для выщелачивания
- Способ переработки сурьмяного сырья
- Способ рудоподготовки полиметаллических руд для выщелачивания
- Способ получения алюмокалиевых квасцов
- Способ комплексной переработки остатков доманиковых образований
- Способ сорбционной переработки черносланцевых руд
- Способ переработки черносланцевых руд
- Способ автоклавной переработки черносланцевых руд
- Способ переработки ванадийсодержащей руды
- Способ выделения ванадия из водных натрийсодержащих растворов
- Способ флотации углесодержащих руд и продуктов обогащения
- Способ переработки ванадийсодержащих железо-титановых концентратов
- Способ переработки конверторных ванадийсодержащих шлаков
- Способ переработки кварцитов Каратау
- Способ переработки титанванадийсодержащей пульпы
- Способ переработки отработанных ванадиевых катализаторов
- Способ извлечения ванадия из конвертерных ванадиевых шлаков
- Способ переработки промпродуктов пирометаллургии тяжелых металлов
- Способ исследования воздействия лекарственного средства на модели инфекционно-аллергического миокардита у лабораторных животных
- Способ переработки окисленных конвертерных шлаков, содержащих ванадий, марганец и кальций
- Способ переработки марганецванадийсодержащих концентратов
- Способ переработки мумиесодержащего сырья
- Способ извлечения ванадия из ванадийсодержащих растворов
- Способ извлечения хрома из растворов
- Способ десорбции ванадия с сильноосновных анионитов
- Способ выщелачивания марганцевых полупродуктов
- Способ выделения ванадия из сернокислых растворов
- Способ переработки отработанных ванадиевых катализаторов
- Способ извлечения титана из растворов
- Шихта для приготовления ванадиевого катализатора окисления сернистого ангидрида
- Способ переработки ванадийсодержащего конвертерного шлака